# Aridagawa (Wakayama)
Aridagawa (有田川町 Aridagawa-chō?) es un pueblo localizado en la prefectura de Wakayama, Japón. En junio de 2019 tenía una población estimada de 25.570 habitantes y una densidad de población de 72,7 personas por km². Su área total es de 351,84 km².

## Geografía

### Localidades circundantes
- Prefectura de Wakayama
  - Arida
  - Kainan
  - Tanabe
  - Yuasa
  - Hirogawa
  - Kimino
  - Hidakagawa
  - Katsuragi
- Prefectura de Nara
  - Nosegawa

## Demografía
Según los datos del censo japonés, esta es la población de Aridagawa en los últimos años.
| Año del censo | Población |
| ------------- | --------- |
| 1995          | 29.703    |
| 2000          | 29.563    |
| 2005          | 28.640    |
| 2010          | 27.162    |
| 2015          | 26.361    |